# Ferien vom Ich (1963)
Ferien vom Ich ist eine deutsche Filmkomödie von Hans Grimm aus dem Jahr 1963.

## Handlung
Frank A. Stevenson ist ein Millionär und Inhaber eines amerikanischen Flugzeugkonzerns. Auf der Überfahrt zu einem neuen Termin lernt er den Schiffsarzt Dr. Schumacher kennen, der ihm seinen Traum verrät: Er würde gerne auf Schloss Aich im Salzburger Land ein Erholungsheim für reiche Menschen eröffnen. Sie sollten sich dort anonym erholen können, jeder würde unter Pseudonym leben und so optimale „Ferien vom Ich“ verbringen können. Frank sagt die Idee zu und so stiftet er spontan das Ferienheim. Er selbst will in einiger Zeit vorbeischauen, um die Entwicklung zu überprüfen.
Unterdessen erhält die angehende Journalistin Angelika Holzmann einen ersten Auftrag, der darüber entscheiden soll, ob sie an der Journalistenschule angenommen wird oder nicht. Sie soll Stevenson interviewen. Der ist gerade auf dem Weg zum Erholungsheim, Angelika wiederum hat ihren letzten Flug verpasst und wird am Flughafen spontan von Frank in seinem Privathubschrauber mit ins Salzburgische genommen. Frank stellt sich ihr als August Bauer vor – der Name, den er auch im Erholungsheim tragen wird. Vergeblich sucht Angelika in den nächsten Tagen nach Frank, von dem sie nur weiß, dass es einer der Gäste des Heims sein muss. Da jeder unter falschem Namen lebt, ist sie jedoch recht hilflos. Der kleine Junge Nicki will ihr helfen.
Nicki wohnt mit seiner Mutter Florentine im Erholungsheim. Florentine wird von Dr. Schumacher umgarnt, lehnt ihn jedoch ab. Sie hat die Trennung von ihrem Ehemann nie ganz verwunden: Es war Frank, Nicki ist der gemeinsame Sohn, von dem Frank jedoch nichts weiß. Als Florentine erkennt, dass Frank im Heim ist, überredet sie Nicki zu einem Spiel: Er soll niemandem seinen Nachnamen verraten und auch so tun, als kenne er Florentine nicht. Nicki zieht zudem zu einer Freundin unweit des Heims.
Nicki freundet sich mit Frank an und geht mit ihm angeln. Frank wiederum spricht sich mit Florentine aus und beide kommen sich wieder näher. Als Nicki ankündigt, am nächsten Tag Geburtstag zu haben, holt Frank den flugzeugbegeisterten Jungen mit dem Hubschrauber ab und fliegt mit ihm nach Wien. Nicki hatte vorgegeben, dass seine Eltern die Bäckereibesitzer Brömmel aus Wien seien und gibt seinen Schwindel erst zu, als Frank ihn zur Bäckerei bringen will. Er beichtet Frank, dass er in Wirklichkeit der Sohn von Florentine sei, und Frank ist erfreut. Sie kaufen Florentine eine Kette und verbringen den Tag ausgelassen in Wien. Florentine macht sich Sorgen und glaubt, Frank könne Nicki entführt haben, doch beschwichtigt ihre Tante Zita sie. Nicki kehrt wohlbehalten heim und Florentine kann sich langsam ein erneutes Leben an der Seite von Frank vorstellen.
Angelika hat über ihren Freund inzwischen herausbekommen, dass August Frank ist. Sie lässt sich von Frank das Interview diktieren und erkennt, dass sie nicht zur Journalistin geeignet ist. Als Frank ihr das Interview dennoch für 1000 Mark abkauft, fällt sie ihm erfreut um den Hals – gerade als Florentine erscheint und Frank um eine neue, gemeinsame Zukunft bitten will. Florentine eilt enttäuscht davon, doch kann Angelika das Missverständnis aufklären und Florentine und Frank finden zusammen. Florentine beichtet Frank, ein Kind zu haben, und auch Frank meint, er habe ein Kind. Beide wollen sich ihre Kinder am Abend beim Tanz vorstellen. Erst jetzt zeigt sich, dass beide von Nicki gesprochen haben und zu dritt tanzen sie als glückliche Familie.

## Produktion
Ferien vom Ich beruht auf dem gleichnamigen Roman von Paul Keller aus dem Jahr 1916. Er war zuvor bereits 1934 und 1952 verfilmt worden. Der Film erlebte am 25. Oktober 1963 seine Premiere.
Mit diesem Film beschloss Regisseur Grimm seine Regielaufbahn und zog sich anschließend ins Privatleben zurück. Auch Walter Reyer und Hans Holt beendeten mit Ferien vom Ich ihre regelmäßige Kinotätigkeit weitgehend und wirkten fortan überwiegend in Fernsehproduktionen mit.
Die Filmbauten stammen von Walter Haag, die Kostüme schuf Ina Stein.

## Kritik
Der film-dienst befand, dass der Film „die Züge eines Heimatfilms an[nehme], voller sehenswerter Landschaft und liebenswürdiger Menschen, mit Musikeinlagen, aber frei von Konflikten. “ Der Evangelische Film-Beobachter bläst ins gleiche Horn: „In dieser dritten Verfilmung des bekannten Romans von Paul Keller über das Tuskulum für Manager und ähnliche Leute feierte der totgeglaubte deutsche Heimatfilm überflüssige Urständ.“